# Acropora mirabilis
Acropora mirabilis е вид корал от семейство Acroporidae.

## Разпространение
Видът е разпространен в Австралия, Британска индоокеанска територия, Вануату, Джибути, Йемен, Индонезия, Мавриций, Мадагаскар, Малайзия, Нова Каледония, Папуа Нова Гвинея, Провинции в КНР, Реюнион, Сейшели, Сингапур, Соломонови острови, Сомалия, Тайван, Тайланд, Филипини и Япония.

## Описание
Популацията им е намаляваща.